# Copiapó (vulkan)
Copiapó är ett berg och en vulkan i Chile. Det ligger i provinsen Provincia de Copiapó och regionen Región de Atacama, i den nordöstra delen av landet. Toppen på Copiapó är 6 046 meter över havet.
Copiapó är den högsta punkten i trakten. Trakten runt Copiapó är ofruktbar med lite eller ingen växtlighet.